# UCLA Bruins

Logo týmu

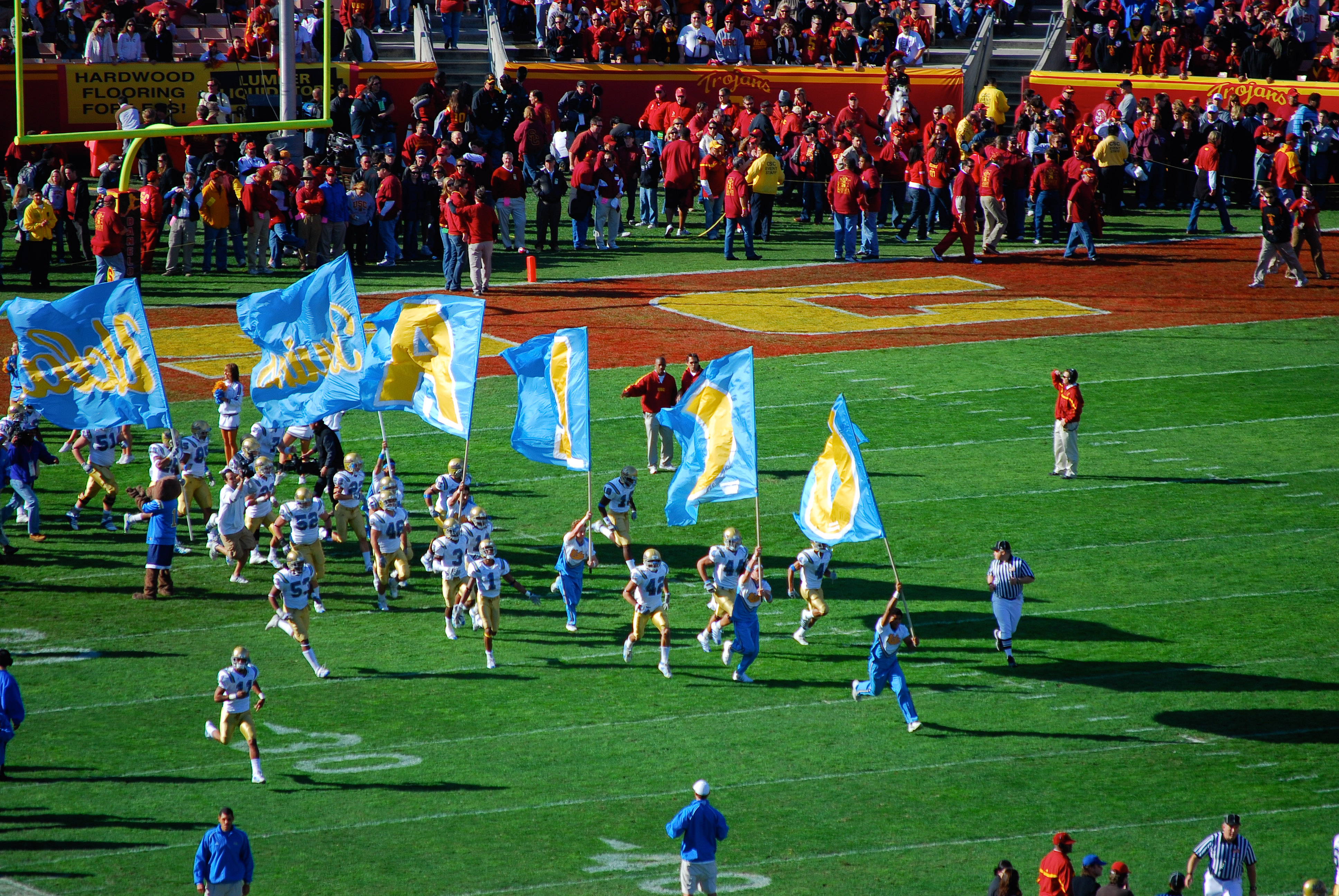
Nástup fotbalistů

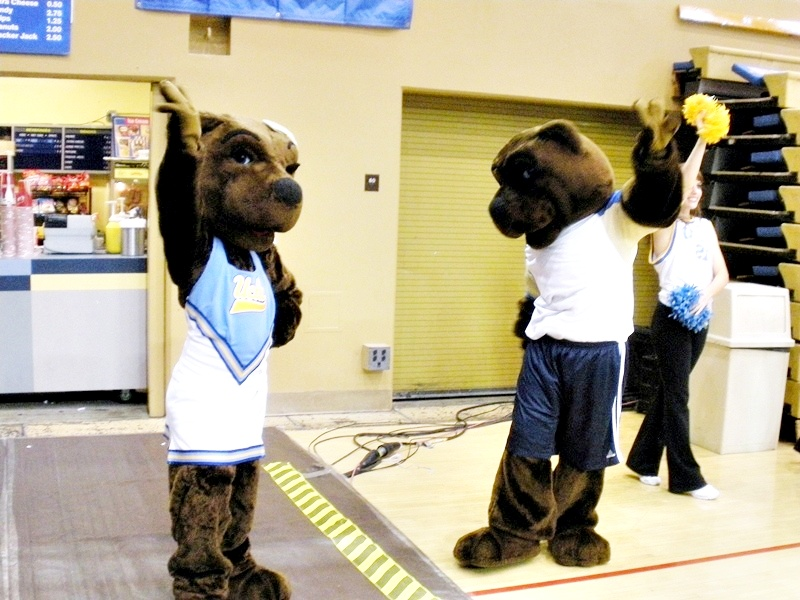
Maskoti

UCLA Bruins je americký univerzitní sportovní klub, který reprezentuje Kalifornskou univerzitu v Los Angeles (anglická zkratka UCLA). Startuje v nejvyšší divizi soutěže National Collegiate Athletic Association, ve skupině Pacific-12 Conference. Název klubu „Bruins“ je knižním, z nizozemštiny odvozeným označením medvěda hnědého, maskoty klubu jsou medvědi Joe a Josephine. Týmovými barvami jsou modrá odstínu „True blue“ a zlatá. K zápasům v americkém fotbalu tým využívá stadión Rose Bowl v Pasadeně, který je s kapacitou přes devadesát tisíc míst jedním z největších na světě. Městským rivalem jsou USC Trojans.

## Oddíly
V klubu se provozuje patnáct sportovních disciplín. Nejstarší je tým amerického fotbalu, založený roku 1919.
- Americký fotbal (muži)
- Atletika (muži i ženy)
- Baseball (muži)
- Basketbal (muži i ženy)
- Fotbal (muži i ženy)
- Golf (muži i ženy)
- Plavání (ženy)
- Plážový volejbal (ženy)
- Přespolní běh (muži i ženy)
- Softball (ženy)
- Sportovní gymnastika (ženy)
- Tenis (muži i ženy)
- Veslování (ženy)
- Vodní pólo (muži i ženy)
- Volejbal (muži i ženy)

## Tituly
UCLA Bruins je historicky nejúspěšnějším účastníkem NCAA, v různých sportech získal k roku 2016 dohromady 113 mistrovských titulů.
- Americký fotbal: 1954
- Mužský basketbal: 1964, 1965, 1967, 1968, 1969, 1970, 1971, 1972, 1973, 1975, 1995
- Fotbal: 1985, 1990, 1997, 2002
- Mužský volejbal: 1970, 1971, 1972, 1974, 1975, 1976, 1979, 1981, 1982, 1983, 1984, 1987, 1989, 1993, 1995, 1996, 1998, 2000, 2006
- Ženský volejbal: 1984, 1990, 1991, 2011
- Baseball: 2013
- Softball: 1982, 1984, 1985, 1988, 1989, 1990, 1992, 1999, 2003, 2004, 2010
- Vodní pólo: 1969, 1971, 1972, 1995, 1996, 1999, 2000, 2004, 2014, 2015

## Osobnosti
Sportovci UCLA Bruins vybojovali pro USA v olympijské historii 110 zlatých, 64 stříbrných a 56 bronzových medailí. 
Na počest Jackieho Robinsona, absolventa UCLA a prvního černošského hráče v Major League Baseball, bylo jeho číslo 42 v klubu vyřazeno a byl podle něj pojmenován baseballový stadión Jackie Robinson Stadium.
Dalšími známými absolventy byli například Rafer Johnson, Jimmy Connors, Kareem Abdul-Jabbar, Evelyn Ashfordová, Cobi Jones, Troy Aikman, Meb Keflezighi, Karch Kiraly, Jordyn Wieberová a další.